# Lijst van bouwwerken van Hadrianus

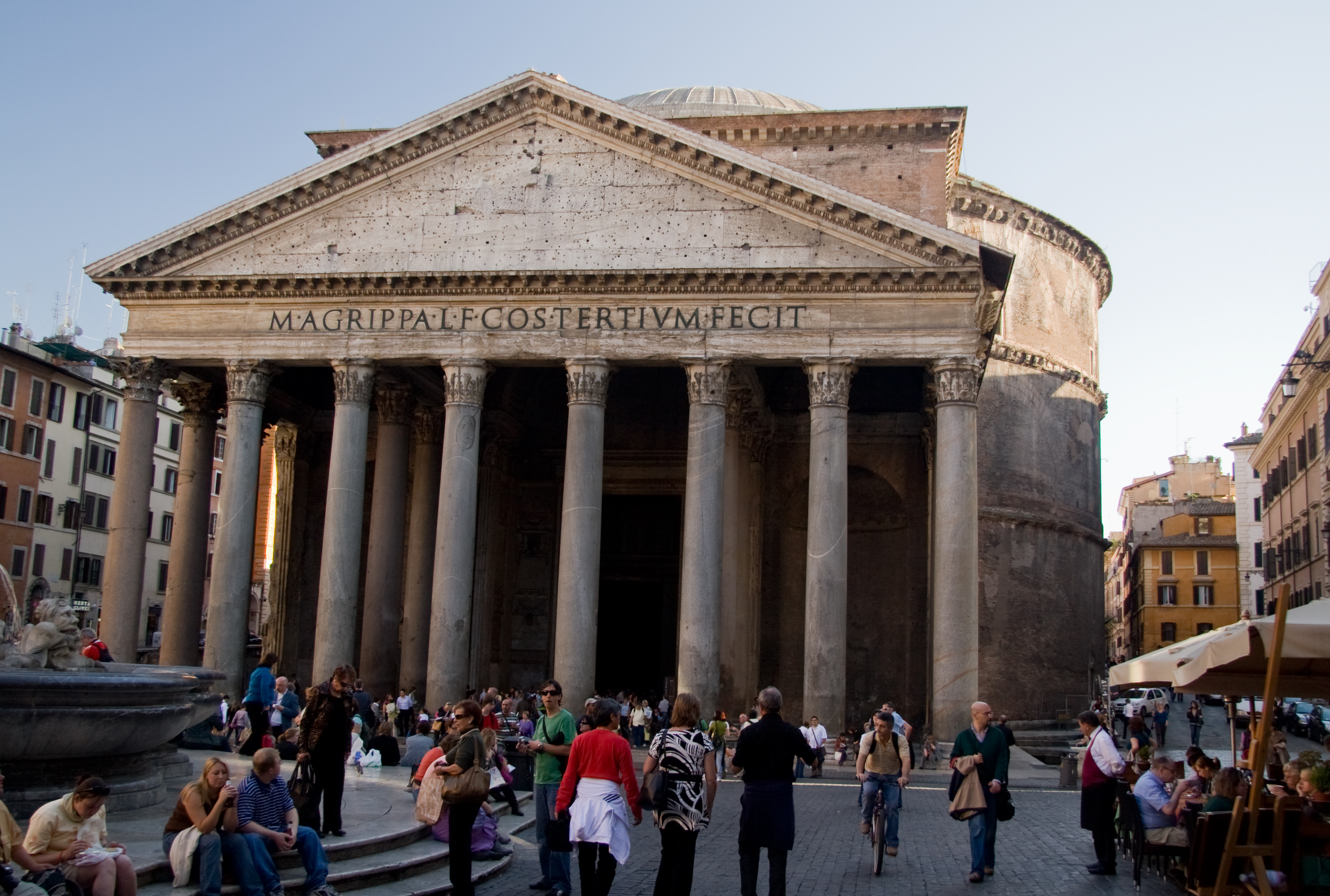
Het Pantheon in Rome, herbouwd door Hadrianus tussen 118 en 125

Dit is een lijst van bouwwerken van Hadrianus, die keizer van Rome was in de jaren 117-138.

## Hadrianus’ bouwactiviteiten
Hadrianus was op de eerste plaats in Rome actief. Over zijn bouwactiviteiten daar is geschreven in de Historia Augusta (Hadr. 19,9-13). Hij liet talloze werken uitvoeren, maar zette nergens zijn naam op behalve op de Tempel van Trajanus. Hij restaureerde het Pantheon, de Saepta, de Basilica van Neptunus, zeer veel tempels, het Forum van Augustus en de Thermen van Agrippa. Naast zijn Mausoleum en de Pons Aelius, de brug die daarheen leidde over de Tiber, bouwde hij ook de Tempel van Bona Dea. Aldus de Historia Augusta, waarin verder wordt verteld dat Hadrianus de Colossus van Nero door de architect Decrianus liet verwijderen van de plaats waar hij de Tempel van Venus en Roma liet bouwen, en dat hij het, nadat Nero’s gezicht verwoest was, aan Sol (de Zonnegod) wijdde. Ten slotte staat er dat hij de architect Apollodorus een ander dergelijk beeld van Luna (de Maangodin) liet maken.
Maar Hadrianus liet ook veel bouwen buiten Rome tijdens zijn reizen door het Romeinse Rijk. Hij verbleef twee keer lange tijd in Athene en verfraaide de stad. Hij verrijkte tempels op de Akropolis, liet ten noorden daarvan een grote bibliotheek bouwen en liet een nieuw stadsdeel verrijzen rond de door hem heropgebouwde Tempel van de Olympische Zeus, dat naar hem wel Hadrianopolis wordt genoemd.
Zijn adoptiefmoeder Plotina kwam uit Nîmes, het Romeinse Nemausus, in Frankrijk. Na haar dood ca. 122 liet Hadrianus in haar geboortestad en tempel ter ere van haar bouwen (Historia Augusta, Hadr. 12,2; Cassius Dio, 69, 10, 3), nadat hij al eerder ter ere van zijn stiefvader Trajanus in Rome een tempel had laten bouwen.
Aan de noordkant van het Romeinse Rijk liet Hadrianus verdedigingswerken uitvoeren: de Muur van Hadrianus in Britannia en in 122 liet hij de limes in Germania versterken o.a. met een houten palissade.

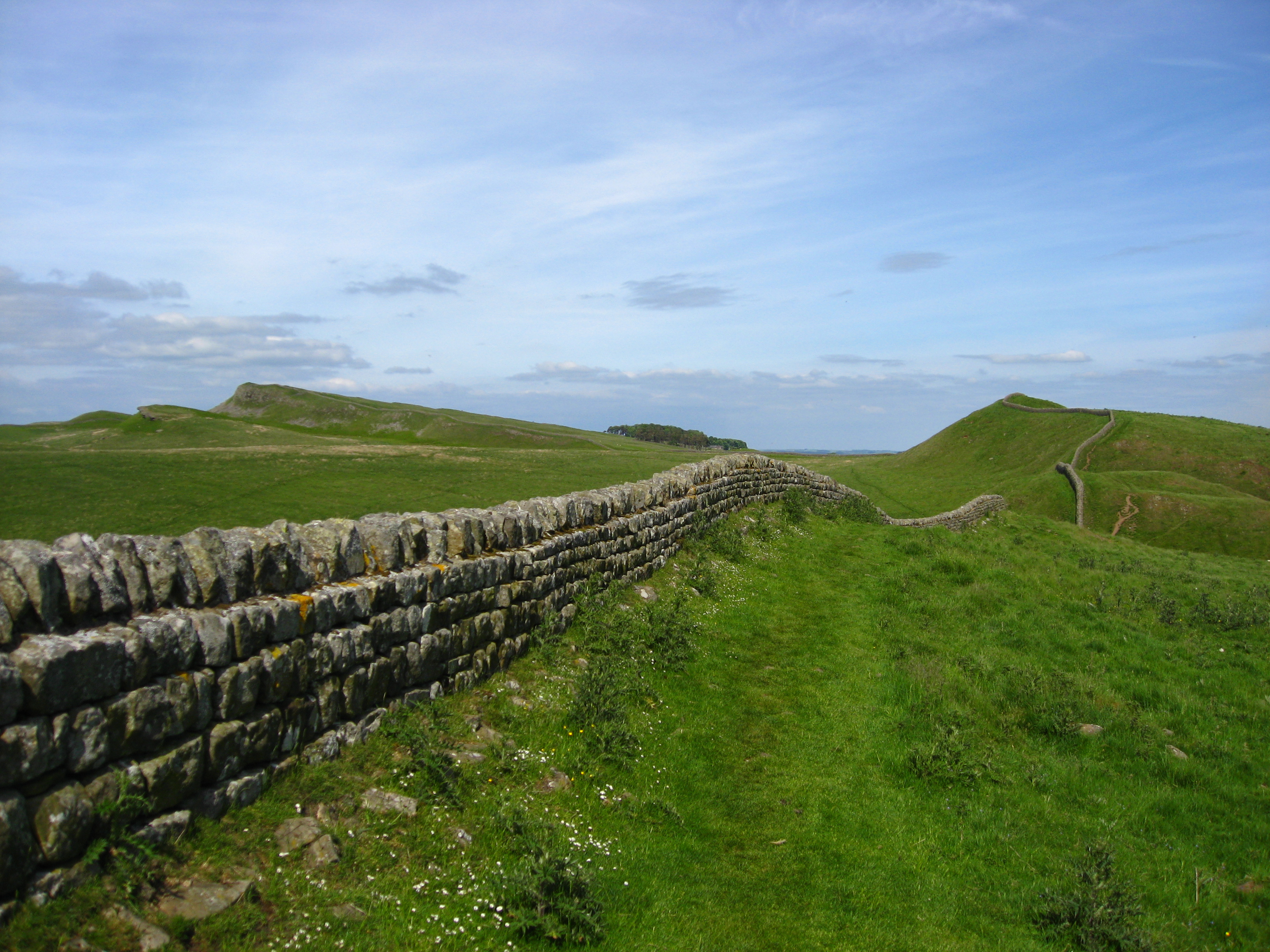
De Muur van Hadrianus in Britannia

## Gebouwd in opdracht van Hadrianus

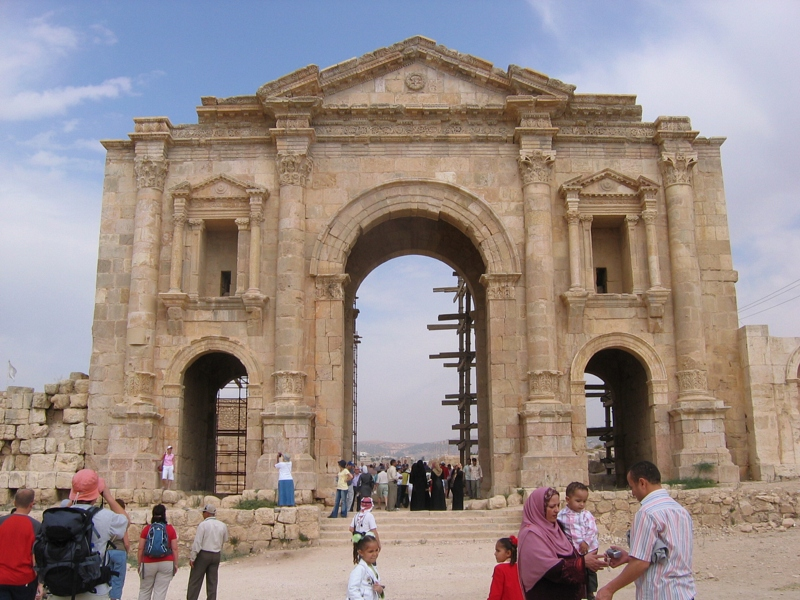
Hadrianus' triomfboog in Jerash

- Rome
  - Pantheon [bron?]
  - Engelenburcht, oorspronkelijk het Mausoleum van Hadrianus
  - Engelenbrug of Pons Aelius
  - Tempel van Venus en Roma [bron?]
  - Obelisk op de Pincio, oorspronkelijk gemaakt voor het grafmonument van Antinoüs. [bron?]
  - Triomfboog van Hadrianus, waarvan o.a. acht medaillons zijn opgenomen in de Boog van Constantijn
  - Tempel van Trajanus [bron?]
  - Tempel van Matidia [bron?]
  - Athenaeum [bron?]
  - Basilica Neptuni [bron?]
- Tivoli, het Romeinse Tibur
  - De Villa van Hadrianus (Italiaans: Villa Adriana)
- Benevento, het antieke Beneventum.
  - Theater van Benevento [bron?]
- Nîmes, het Romeinse Nemausus
  - Tempel van Plotina [bron?]
- Athene
  - Tempel van de Olympische Zeus [bron?]
  - Bibliotheek van Hadrianus
- Britannia (Romeinse provincie)
  - Muur van Hadrianus
- Carthago
  - Aquaduct van Hadrianus, ook wel Aquaduct van Zaghouan genoemd.
- Leptis Magna (in het huidige Libië)
  - Baden van Hadrianus
- Trabzon, het antieke Trapezus (Hadrianus bezocht de stad op de Armeense grens in 131)
  - Tempel van Hermes Antinoüs[1]
  - Zomer-haven en golfbrekers van Trapezus[2][3][4]
  - Standbeelden van zichzelf, Hermes en Apollo Philesios[4][5]
  - Tempel van Apollo [bron?]
- Efese
  - Nieuwe haven[2]

## Opgericht ter ere van Hadrianus
- Rome
  - Tempel van Hadrianus
- Athene
  - Poort van Hadrianus
- Philae (Egypte)
  - Poort van Hadrianus
- Efeze
  - Tempel van Hadrianus
- Jerash
  - Hadrianus’ triomfboog
- Antalya
  - Hadrianuspoort in Antalya

## Door Hadrianus gestichte steden
Hadrianus stichtte verscheidene steden, onder andere:
- Forum Hadriani in Nederland
- Hadrianopolis of Adrianopolis in Thracië (het tegenwoordige Edirne in Turkije)
- Antinoöpolis in Egypte
- Aelia Capitolina, herstichting van Jeruzalem in 131